# Drei Weise aus dem Bantuland
Drei Weise aus dem Bantuland (im Original La Trinité bantoue) ist der dritte Roman des schweizerisch-kamerunischen Schriftstellers Max Lobe. Das Buch wurde 2014 in französischer Originalsprache beim Schweizer Verlagshaus Éditions Zoé erstveröffentlicht. Die deutsche Erstausgabe, übersetzt von Katharina Triebner-Cabald, erschien 2020 im Münchner Austernbank Verlag. Der Roman reflektiert autobiografische Facetten des Autors, indem er durch seine sprachliche und stilistische Gestaltung die interkulturellen Dynamiken von Migration, Herkunft und sexueller Identität vor dem Hintergrund einer angespannten Schweizer Politlandschaft beleuchtet.

## Inhalt

### Handlung
Der Roman wird aus der Ich-Erzählperspektive geschildert und behandelt die Geschichte von Mwána Matatizo, einem jungen Mann aus Bantuland, einem fiktiven afrikanischen Staat, der nach Genf in die Schweiz – oder wie Mwána es nennt, „Helvetien“ – emigriert ist. In diesem interkulturellen Spannungsfeld lebt Mwána trotz eines hervorragenden Masterabschlusses der Universität Genf unter prekären Bedingungen. Zu Beginn der Erzählung verfügen weder er noch sein Lebensgefährte Ruedi über ein festes Einkommen. Sie sind daher gezwungen, in einer heruntergekommenen Wohnung zu leben, wobei sie auf Lebensmittelspenden angewiesen sind, um zu überleben.
Als Mwána die Möglichkeit erhält, ein dreimonatiges Praktikum bei einer Nichtregierungsorganisation zu absolvieren, die sich gegen rassistische Diskriminierung einsetzt, wird er wiederholt mit dem sogenannten „Schäfchenplakat“ der fiktiven Nationalen Volksbefreiungspartei (NVB) konfrontiert. Dieses Plakat zeigt in seiner visuellen Gestaltung auffällige Parallelen zum Schäfchenplakat der rechtspopulistischen Schweizerischen Volkspartei (SVP) aus dem Jahr 2007, das zur Ausweisung von sogenannten „schwarzen Schafen“ aufruft und aufgrund seiner rassistischen Implikationen umfassend kritisiert wurde. Mwánas Praktikumschefin, Madame Bauer, nutzt ihren privilegierten Hintergrund und ihre antirassistischen Überzeugungen, um sich aktiv als Sprachrohr in der politischen Debatte um das Schäfchenplakat zu positionieren. Währenddessen kämpft Mwána mit tiefgreifenden existenziellen Ängsten, die außer seinem Partner Ruedi niemandem bekannt sind, und zeigt sich der laufenden Debatte gegenüber weitgehend indifferent, obwohl andere ihn aufgrund seiner Hautfarbe wiederholt als „schwarzes Schaf“ stigmatisieren.
Mwána erfährt schließlich, dass die anfänglichen Halsschmerzen seiner Mutter, Monga Míngá, auf eine Krebserkrankung zurückzuführen sind, was seine ohnehin schon angespannte Lebenssituation weiter verschärft. In Begleitung seiner tiefreligiösen Schwester Kosambela, die für den Beistand der göttlichen Bantu-Dreieinigkeit Nzambé, Elôlombi und Bankóko betet, verbringt er nun die Wochenenden am Krankenbett seiner Mutter. Diese wurde zur besseren medizinischen Versorgung von Bantuland in eine Klinik in der italienischsprachigen Schweiz verlegt, wo sich ihr Zustand zunehmend verschlechtert. Darüber hinaus sieht sich Mwána mit weiteren Absagen auf seine Bewerbungen konfrontiert. Da Ruedi weder eine Anstellung sucht noch bereit ist, seine wohlhabenden Eltern um finanzielle Unterstützung zu bitten, sind beide schließlich gezwungen, Sozialhilfe in Anspruch zu nehmen.
Die Aussicht auf eine Anstellung als Kommunikationsreferent bei einem Tierschutzanwalt, die Mwána durch die Bemühungen der Praktikumssekretärin Mireille Laudenbacher ermöglicht wurde, stellt einen Hoffnungsschimmer in der ansonsten eher ausweglosen Situation dar. Die Freude über die Zusage für die Stelle wird jedoch am selben Tag durch die entmutigende Nachricht überschattet, dass Monga Míngá nur noch wenige Stunden zu leben hat. In tiefer Trauer begibt sich Mwána zu seiner Mutter, um sich von ihr zu verabschieden. Trotz seines Unglaubens setzt er seine letzten Hoffnungen in die Wundermacht der drei Weisen aus Bantuland (sprachlich angelehnt an die drei Weisen aus dem Morgenland). Gegen Ende der Erzählung unternehmen Mwána und Ruedi eine Bergtour in Ruedis Heimat Graubünden. Beinahe beiläufig wird erwähnt, dass Monga Míngá überlebt hat und sich Mwánas Lebenssituation durch seine neue Anstellung erheblich gebessert hat. Obwohl Mwána erneut betont, nicht an die drei Weisen aus Bantuland zu glauben, schreibt er dieses Wunder dennoch dem Glauben an ihre Wirkmacht zu und impliziert damit, dass die Hoffnung niemals aufgeben werden sollte.

### Schlüsselfiguren

#### Mwána Matatizo
Mwána ist ein akademisch gebildeter junger Mann, der anhand seiner Wahrnehmungsbegabung die schweizerische Gesellschaft durch die Linse bantuafrikanischer Erfahrungen und Ansätze reflektiert. Im Verlauf der Erzählung verzichtet Mwàna auf explizite politische Stellungnahmen und nutzt stattdessen die narrative Darstellung seines Lebens als primären Bezugsrahmen, um gesellschaftliche Verhältnisse zu hinterfragen. Sein Leben umfasst eine offene Partnerschaft mit Ruedi, einem Schweizer Studenten, den er vor einigen Jahren in einem Nachtclub kennengelernt hat. Charakteristisch für Mwána ist seine Fähigkeit, den Falltüren in seinem Leben oft mit Ironie oder bantuischen Lebensweisheiten zu begegnen. Darüber hinaus zeichnet sich Mwána durch eine überwiegend optimistische Grundhaltung aus und sagt von sich selbst, dass er zu jenen gehört, „die glauben, dass eine gute Nachricht zu einer weiteren guten Nachricht führt“. Obwohl er sein Leben seit dem Studium als eine Aneinanderreihung von Misserfolgen beschreibt, bewahrt er sich dadurch einen gewissen Lebensmut in Bezug auf seine Lebensumstände. 
Nach dem Verlust seiner Anstellung als Handelsvertreter bei Nkama African Beauty, wo er neben seinem Studium hautaufhellende Produkte an Schwarze Kundinnen verkaufte, lebt er ohne festes Einkommen. Im Gegensatz zu anderen Landsleuten, denen er in der Schweiz begegnet, wie seinem ehemaligen Vorgesetzten oder seinem Ansprechpartner bei der Sozialhilfe, scheint Mwána stolz auf seine Herkunft zu sein und keinen Identitätskonflikt im Zuge seiner Migration zu erleben. Stattdessen verfügt er über eine ausgeprägte interkulturelle Kompetenz, die es ihm ermöglicht, beide Kulturen in seiner Lebensgestaltung zu vereinen. Später in der Erzählung wird enthüllt, dass er der Sohn eines Militärs aus Bantuland ist und bis zum Tod seines Vaters unter dessen Schutz stand, was ihm eine gewisse Unberührbarkeit verlieh.
In seiner Selbstbeschreibung legt Mwána besonderen stilistischen Fokus auf seinen sogenannten „Kongôlibôn“, was einen sorgfältig rasierten Schädel bezeichnet. Darüber hinaus beweist er Modebewusstsein, indem er die Stile anderer Personen mit Präzision analysiert und Bewertungen wie „super stylisch“ und „super elegant“ vergibt. Außerdem betont er mehrfach seine modische Affinität zu Louboutin-Schuhen.

#### Kosambela Matatizo
Kosambela, die Schwester von Mwána, wohnt im italienischsprachigen Teil der Schweiz und ist als Reinigungskraft in der Privatklinik San Salvatore in Lugano tätig. Aufgrund ihrer hohen Wertschätzung durch das medizinische Personal wird auch Monga Míngá, die Mutter von Kosambela und Mwána, in dieser Einrichtung aufgenommen. Ihr Charakter ist geprägt von einem tief verwurzelten religiösen und traditionellen Weltbewusstsein, das einen dualistischen Glauben an gute und böse Mächte umfasst. Dabei scheint sie sowohl dem Christentum als auch dem Volksglauben der Bantu-Dreieinigkeit Nzambé, Elôlombi und Bankóko anzuhängen, jedoch keine klare Differenzierung zwischen diesen Glaubenssystemen vorzunehmen (dabei ist zu beachten, dass der Begriff ‘Nzambé’ in den Bantusprachen auch gelegentlich auf den christlichen Allmachtsgott verweist). Sie lehnt weltliche und körperliche Vergnügungen strikt ab und betrachtet Männer, die sich im Haushalt engagieren und Sensibilität zeigen, als „Weicheier“. Dies schließt auch ihren Ehemann ein, den sie abwertend als „Dingsbumsda“ oder „Dingsda“ bezeichnet. Trotz ihrer konservativ-religiösen Ansichten lebt sie von ihrem Ehemann getrennt, ist berufstätig und alleinerziehende Mutter ihrer beiden Söhne. Sie zeichnet sich zudem durch ihre Entschlossenheit aus und ist von ihren Überzeugungen nur schwer abzubringen. Als Kosambela von Mwánas Homosexualität erfährt, führt dies zu einer emotionalen Entfremdung zwischen ihnen, da Kosambela Homosexualität als eine ansteckende Krankheit stigmatisiert. Im weiteren Verlauf der Erzählung bewirkt die Krebserkrankung der Mutter eine Wiederannäherung.

#### Monga Míngá
Monga Míngá, die Mutter von Mwána und Kosambela, wird von Mwána als eine elegante, schöne, fröhliche und temperamentvolle Frau erinnert. Vor ihrer Krebserkrankung besaß sie eine „schöne, liebliche Schauspielerstimme“, mit der sie als staatliche Theaterschauspielerin die Botschaft der neuen bantuinischen Staatsgewalt in Bantuland verkündete. Durch diese Rolle erwarb sie sich innerhalb ihrer Familie den Ruf eines Schandflecks, ließ sich jedoch davon nicht beirren. Aufgrund von Gehaltskürzungen war sie schließlich gezwungen, einen Militärangehörigen, den Vater von Mwána und Kosambela, zu heiraten. In den darauffolgenden Jahren spiegelt sich Monga Míngás Loyalitätssinn in verschiedenen Aspekten ihres Lebens wider, wie in der bedingungslosen Unterstützung ihrer Kinder und der Bereitschaft, auch jenen zu helfen, die sie hintergangen haben. Nach dem Tod ihres Ehemannes, der vom Ehemann seiner Geliebten ermordet wurde, sah sie sich des Vorwurfs der Mittäterschaft ausgesetzt und war gezwungen, in eine andere Region Bantulands zu fliehen. Trotz dieser widrigen Umstände fand sie Arbeit auf einer Bananenplantage und begann, eine Vielzahl von Verwandten finanziell zu unterstützen. Ihre Loyalität umfasst auch die Akzeptanz der Homosexualität ihres Sohnes Mwána. Trotz anfänglicher Vorbehalte akzeptiert sie schließlich seine Beziehung zu einem Mann, wodurch die enge Bindung zwischen ihnen unvermindert bleibt. Auch in dem Umgang mit ihrer eigenen Krebserkrankung spiegelt sich diese Charakterstärke wider, der sie zunächst mit einer gewissen Gelassenheit begegnet, indem sie Krebs als eine „Krankheit von Weißen“ abtut. Trotz fortschreitender Krankheit bemüht sie sich zudem stets, Besuchende zum Lachen zu bringen. Insgesamt demonstriert sie in der Erzählung viel Güte und einen ausgeprägten Kampfgeist, wodurch die Nachricht ihres bevorstehenden Todes einen signifikanten narrativen Bruch in der ansonsten vorwiegend humorvoll-ironischen Erzählstruktur darstellt. 

#### Ruedi Baumgartner
Ruedi ist der eingetragene Lebenspartner von Mwána. Beide zeichnen sich durch ihre ironische Herangehensweise an die Herausforderungen des Lebens aus. Dennoch besteht ein wesentlicher Unterschied zwischen ihnen darin, dass Ruedi als weiß gelesener Schweizer in eine wohlhabende Bankiersfamilie hineingeboren wurde und daher keinen tiefgreifenden Bezug zur Schwere der Situation entwickelt, als er und Mwána mit existenziellen Ängsten konfrontiert werden. Ruedi lehnt die finanzielle Unterstützung seiner Eltern kategorisch ab und verbringt lieber Zeit vor dem Computer, anstatt eine Anstellung zu suchen, die neben seinem Studium der Finanzen die finanzielle Notlage entschärfen könnte. Diese Unbedarftheit spiegelt sich auch in Ruedis Ärger über "die Grenzgänger“ wider, womit französische Arbeitnehmer in der Schweiz gemeint sind, die seiner Meinung nach den Schweizern, einschließlich ihm, Arbeitsplätze wegnehmen, obwohl er selbst keine ernsthaften Bemühungen unternimmt, eine Anstellung zu finden. Diese Unbedarftheit ist so ausgeprägt, dass Ruedi nicht erkennt, dass auch sein Partner Mwána von einer solchen Denkweise negativ betroffen sein könnte. Ruedi besitzt allerdings auch eine sehr sensible und sanfte Seite. Aufgrund seines „purpurfarbene[n] Rotschopfgesichts" und seiner smaragdgrünen Augen wird er von Mwána nur als „sanfter Fuchs“ charakterisiert. Darüber hinaus nennt er Mwána liebevoll sein „Schätzli“ und, obwohl er oft Schwierigkeiten hat, aufgrund seiner Konfliktscheu den richtigen Umgang mit Mwána und den gemeinsamen Problemen zu finden, zeigt er Einfühlungsvermögen und bemüht sich, seinen Partner in Zeiten der Traurigkeit aufzumuntern.

### Schauplätze
Der Roman erstreckt sich geografisch primär über zwei Hauptregionen. Der Hauptteil der Handlung ist in der Schweiz angesiedelt, während Rückblenden die Vergangenheit der Figuren Mwána, Kosambela und insbesondere Monga Míngá im fiktiven Bantuland in Afrika beleuchten. Der Roman enthält subtile Anspielungen auf die koloniale Vergangenheit Bantulands, wie etwa die Erwähnung eines alten Gebäudes als „Überbleibsel der Kolonialzeit“. Zudem spielt er auf die politischen Konflikte an, die zur Transformation des Landes in einen repressiven Militärstaat führten, der Folter als legitimes Mittel zur Durchsetzung einer christlichen Nation betrachtet. Dies wird besonders deutlich in einer Passage, in der Mwána humorvoll über Folterungstrakte in Bantuland spricht, die für diejenigen eingerichtet wurden, die sich der christlich-nationalen Bewegung widersetzen. Darüber hinaus spiegelt der Umgang mit Frauen die vorherrschenden patriarchalen Strukturen in Bantuland wider, was sich exemplarisch in Mwánas Darstellung einer Redewendung zeigt. Diese besagt, dass der Mann, genau wie sein Geschlecht nach „draußen“ und die Frau nach „drinnen“ gehöre, was auf eine traditionelle Rolle der Frau innerhalb der häuslichen Sphäre verweist. Mwána charakterisiert Bantuland ferner durch eine Auflistung von Sehenswürdigkeiten, die zwar tatsächlich existieren, jedoch in verschiedenen Staaten lokalisiert sind. Zu den genannten Beispielen gehören die Viktoriafälle in Sambia und Simbabwe, die Lobé-Wasserfälle in Kamerun sowie das Katanga-Bergland in der Demokratischen Republik Kongo – Regionen, in denen eine Vielzahl von Bantusprachen gesprochen wird und die eine  Kolonialgeschichte aufweisen. Auch die von Mwána beschriebenen Berge über Lugano sowie der Luganersee in der italienischsprachigen Schweiz sind tatsächlich existent. Allerdings bleibt die Existenz einer nahe gelegenen Privatklinik, deren Name an den Monte San Salvatore in den Bergen von Lugano erinnert, fraglich.

## Form

### Aufbau und Zeit
Der Roman umfasst insgesamt fünfundzwanzig Kapitel, deren Länge zwischen vier und vierzehn Seiten variiert. Die Struktur des Werkes wird durch eine Rahmenhandlung bestimmt, wobei einige Kapitel Rückblenden enthalten und nicht in chronologischer Reihenfolge angeordnet sind. Der Handlungszeitraum beginnt einige Wochen vor dem Praktikumsbeginn, als Mwána mit aus Bantuland gesandten Lebensmitteln an einer Bushaltestelle in den Bergen von Lugano verweilt und erstmals mit dem Schäfchenplakat konfrontiert wird. Obwohl keine expliziten Datumsangaben die zeitliche Einordnung der Rahmenhandlung präzisieren, lassen sich durch verschiedene Hinweise Rückschlüsse auf den Zeitraum ziehen. So wurde das „reale“ Schäfchenplakat der Schweizerischen Volkspartei im Jahr 2007 lanciert. Ferner erwähnt Mwána ein Gesetz, das Paaren wie Ruedi und ihm eine Vereinigung ermöglicht. Da im Buch beschrieben wird, wie Doktor Bernasconi extra von der Schweiz nach Spanien reist, um seinen Partner zu heiraten, und eine rechtliche Eheschließung in der Schweiz somit als unwahrscheinlich erscheint, kann angenommen werden, dass es sich um die rechtliche Anerkennung einer eingetragenen Partnerschaft handelt, die seit dem 1. Januar 2007 in der Schweiz in Kraft getreten ist. Auch durch Rückblenden wird eine bestimmte Zeitspanne angedeutet. Die Gehaltskürzungen für Schauspielende in Bantuland, die Monga Míngá zur Heirat zwangen, sollen in den 1980er-Jahren stattgefunden haben, als Monga Míngá zwanzig Jahre alt war. Zur Zeit der Rahmenhandlung ist sie neunundvierzig Jahre alt, was einen möglichen Handlungszeitraum von 2009 bis 2018 nahelegt, wobei aufgrund der anderen Hinweise eher eine frühere Datierung innerhalb dieses Zeitraums anzunehmen ist. Das Wunder von Monga Míngás Remission und Mwánas bevorstehender Umzug mit Ruedi in eine gemeinsame Wohnung mit einem Liebhaber markieren den Abschluss der Erzählung und bieten einen perspektivischen Ausblick auf das Leben nach dem Ende der Geschichte.

### Sprachstil
Da Mwána als alleiniger Erzähler der Geschichte fungiert, werden neben der Rahmenhandlung auch die Rückblenden nach Bantuland, die vor allem das Leben der jungen Monga Míngá beleuchten, aus einer retrospektiven Perspektive des Ich-Erzählers Mwána präsentiert. Der Sprachstil des Romans zeichnet sich dabei insbesondere durch die Integration bantusprachiger Elemente, wie beispielsweise der Lingala-Sprache, sowie durch Einflüsse des Camfranglais, Italienischen und Schweizerdeutschen aus. Diese sprachliche Vielfalt verortet den Roman im heterolingualen (d. h. verschiedensprachigen) Sprachspektrum und reflektiert den soziolinguistischen Kontext des Werkes. Obwohl einige heterolinguale Elemente auf einzelne Wörter oder Interjektionen beschränkt bleiben, erstrecken sich andere auf den gesamten Sprachduktus. Dies zeigt sich exemplarisch in der für das Camfranglais typischen Wortverdopplung, wie etwa „viele-viele Vorräte“ oder „[w]irklich blockiert-blockiert“, sowie in idiomatischen Wendungen aus dem bantuafrikanischen Sprachraum, wie: „Man kann nicht gleichzeitig Tapioka wollen und das Geld für den Zucker [...]“ oder die Redewendung: „Also lass die Sache da am Boden.“
Der Anspruch des Heterolinguismus auf Realitätsnähe wird im Roman durch den Einsatz phonetischer Sprache (d. h. Lautmalerei) unterstützt, indem spezifische Geräusche, wie das Tropfen einer medizinischen Maschine oder das Krächzen der angeschlagenen Stimme von Monga Míngá, sprachlich nachgeahmt werden. Diese Nähe zum Geschehen wird ferner durch einen introspektiven Erzählstil intensiviert, der sich besonders durch die detaillierte Darstellung von Mwánas innerer Gefühlswelt auszeichnet. Der Leser erhält Einblicke in seine Emotionen und Gedanken, wenn Mwána Aussagen trifft wie: „Was erzähle ich da für ein Zeug? Ich bin doof.“ oder durch die Darstellung seiner emotionalen Verfassung: „Ich lache über mein Schicksal. Ich lache über meine Dummheit. Ich lache über meinen Wahnsinn. Ich weine.“ Darüber hinaus vermag der Erzählstil implizit bestimmte emotionale Zustände zu vermitteln, indem er beispielsweise durch die wiederholte Aufzählung von Orten und Speisen eine evokative Wirkung entfaltet, welche die nostalgische Sehnsucht Mwánas nach seiner Heimat Bantuland für die Lesenden nachvollziehbar macht.
Der Sprachstil des Romans zeichnet sich durch den häufigen Einsatz von Personifikationen aus, wie beispielsweise in der Formulierung „Mein Bauch singt“, die Mwána intensives Hungergefühl beschreibt. Diese stilistischen Mittel verleihen den Beschreibungen eine besondere Dynamik und Lebendigkeit. Ebenso trägt die häufige Verwendung von Ironie, etwa in der Aussage: „Wenn mein Bauch weiterhin so singt, werde ich es bei einem Gesangswettbewerb versuchen.“, zur Hervorhebung von Mwánas humorvoller Bewältigung belastender Situationen bei und verleiht der Erzählstruktur eine leichte Note. 

## Rezeption
Der Roman wurde in Folge seiner deutschen Übersetzung vom Bayerischen Staatsministerium für Wissenschaft und Kunst als eines von Bayerns Besten Independent-Büchern ausgezeichnet. Auf der Website des Ministeriums wird das Werk als eine Erzählung mit „eigenwilligen und komischen Elementen“ beschrieben. Des Weiteren befand sich der Roman im Januar 2021 als Anwärter auf der Hotlist, eine Auszeichnungsliste für einen Literaturpreis, auf der ein unabhängiger Verlag für ein besonderes Buch geehrt wird. Auch die überwiegende Mehrheit der bisher spärlichen deutschsprachigen Rezensionen ist positiv. Eine Rezension der Süddeutschen Zeitung bezeichnet die Auszeichnung des Bayerischen Staatsministeriums für Wissenschaft und Kunst als „nur folgerichtig“ und charakterisiert die Erzählung als einen „aufrüttelnden Roman“. Zudem interpretiert die Rezensentin Antje Weber das Werk als eine Hommage an die drei Frauen im Leben des Autors Max Lobe. Eine weitere Rezension auf dem kulturjournalistischen Blog kultur-zentner beschreibt den Roman in seiner Auseinandersetzung mit den Themen Rassismus und Fremdenfeindlichkeit als „nicht polarisierend, sondern bestätigend“. Dabei betont der Rezensent Eugen Zentner die im heiteren Ton vermittelte Lebenserfahrung, die in den „unspektakuläre[n] Alltagszenen“ mitschwingt und von einer tiefer gehenden Botschaft der Hoffnung begleitet wird, die im Werk zum Ausdruck kommt. Auch die Literaturkritikerin Susann Harring betont in ihrer Rezension auf dem Blog LiteraturZeit die Bedeutung des Romans als eine „Literatur, die Brücken schlägt“. Sie würdigt insbesondere den „Spagat zwischen den Kulturen“ und lobt die Art und Weise, wie der Roman die unterschiedlichen gesellschaftlichen Systeme Afrikas und Europas miteinander verknüpft, um zu der Erkenntnis zu gelangen, dass es „kein Entweder-oder sein muss“.
Im französischsprachigen Rezeptionsraum wird die unverwechselbare Stilistik des Romans ebenfalls positiv hervorgehoben. So betont der Verfasser einer Rezension der Online-Ausgabe des Schweizer Literaturjahrbuchs Viceversa, Romain Buffat, die sprachliche Einzigartigkeit des Romans und beschreibt ihn als ein Werk, das sowohl innerhalb als auch außerhalb der Sprache seine Wirkung entfaltet – einer Sprache, die selbst aus anderen Sprachen hervorgegangen ist. Außerdem bescheinigt Buffat dem Autor Max Lobe eine tiefgreifende und zutiefst menschliche Perspektive. Auch die Kulturredaktion des öffentlich-rechtlichen Nachrichtensenders France Info lobt das Buch und beschreibt es als eine „Schweizer Geschichte afrikanischer Art“. Darüber hinaus preist Verfasserin der Rezension, Laurence Houot, es als eine moderne und intelligente Fabel, die einen neuen und einzigartigen Blick auf vielfach wiederholte Fragen bietet und die Lesenden mitreißt.

### Textausgaben
- Französische Erstausgabe: Max Lobe. La Trinité bantoue. Éditions Zoé, Genf 2014, ISBN 978-2-88182-926-0.
- Deutsche Übersetzung: Max Lobe: Drei Weise aus dem Bantuland. Aus dem Französischen von Katharina Triebner-Cabald. Austernbank Verlag, München 2020, ISBN 978-3-946687-02-3.

### Sekundärliteratur
- Josef Franz Thiel: Zur Diachronie des Nzambi-Namens in Bantu-Afrika. In: Zeitschrift für Ethnologie. Band 108, Nr. 1. Dietrich Reimer Verlag, Berlin Januar 1983.
- Judith Lamberty: Le goût de la diversité linguistique. Königshausen & Neumann, Würzburg 2023, ISBN 978-3-8260-7699-2.